# Stina Opitz

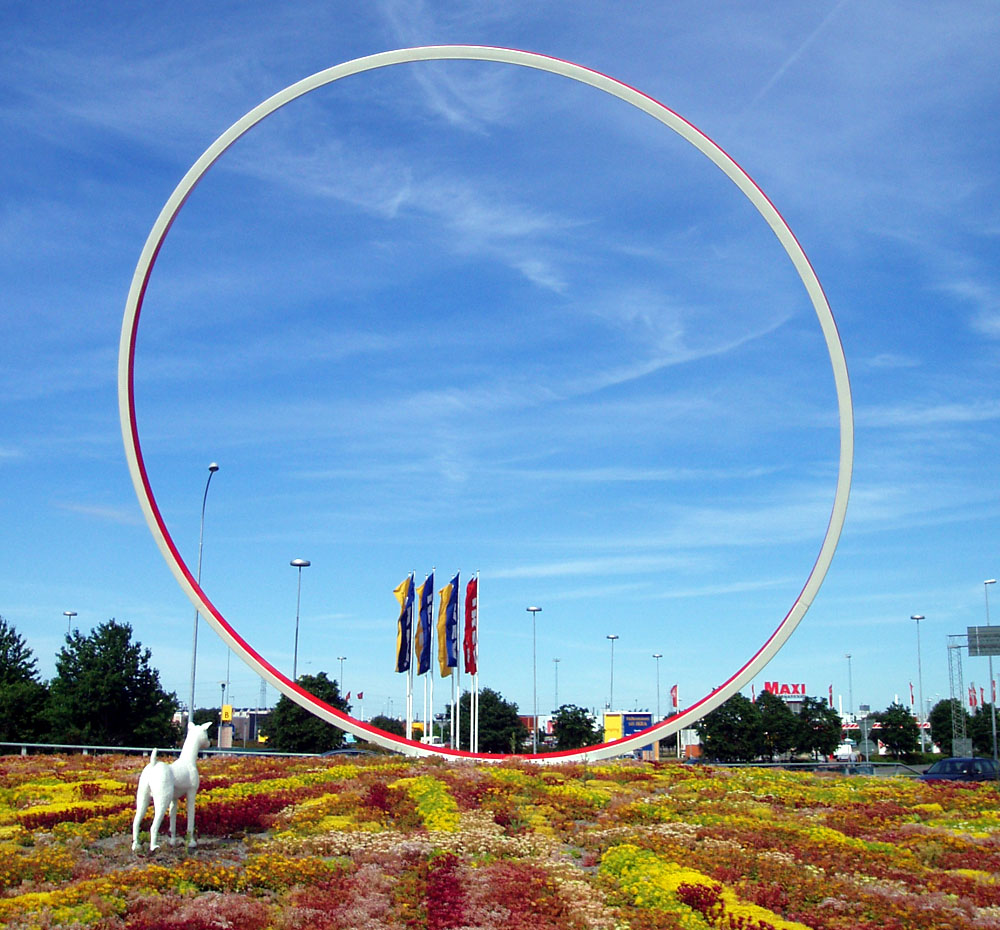
Konstverket Cirkulation II av Stina Opitz i Nygårdsrondellen i Linköping som vandaliserades och blev starten för rondellhundsbegreppet.

Stina Opitz, född 7 februari 1944 i Gävle, är en svensk skulptör. Hon ingår i konstnärsföreningen Alka i Linköping.
Under 2006 uppmärksammades hon för sin skulptur i betong och metall Cirkulation II föreställande en hund och en stor cirkel i Nygårdsrondellen i Linköping, som vandaliserades och sedermera födde fenomenet rondellhundar.

## Offentliga verk i urval
- Höjdaren, 1995, Linköping
- Pinnstolar, 1996, Universitetssjukhuset i Linköping
- Fallstudie, Campus Norrköping på Linköpings universitet, 1999

## Priser och utmärkelser
- 2003 – Palmærpriset
- 2014 – Rolf Wirténs kulturpris.